# شاهدخت شیکیشی
شاهدخت شیکیشی (式子内親王؛ ۱ ژانویهٔ ۱۱۴۹ – ۱ ژانویهٔ ۱۲۰۱) سومین دختر امپراتور گو شیراکاوا، شاعر، و نویسنده اهل ژاپن بود.